# Sovjetiske krigsforbrydelser
Krigsforbrydelser begået af Sovjetunionens væbnede styrker fra 1919 til 1991 omfatter handlinger begået af den Røde Hær foruden NKVD herunder Indenrigsministeriets styrker, som var underlagt NKVD. I nogle tilfælde er disse forbrydelser begået efter direkte ordre fra regeringen, som led i sovjetregeringens politik om Rød terror. I andre tilfælde blev de begået af tropper fra hæren, som gengældelse mod militær og civile i lande, som var i krig med eller blev invaderet af Sovjetunionen, eller som var medlemmer af nationale befrielsesbevægelser.
Mange af disse hændelser foregik i Central- og Østeuropa før og under 2. Verdenskrig, og omfattede standretter og massemord på krigsfanger og mishandling af civile i sovjetisk besatte områder. Selv om der er dokumenterede tilfælde af sådanne episoder har hverken Den Internationale Straffedomstol eller sovjetiske eller russiske anklagemyndigheder nogensinde tiltalt et medlem af de sovjetiske væbnede styrker for krigsforbrydelser.

## Sovjetstaten, krigsførelse og krigsforbrydelser
Sovjetunionen anerkendte ikke Det russiske imperiums underskrivelse af Haager Landkrigsreglementet (1899 og 1907) som bindende, og nægtede at anerkende dem indtil 1955. Det førte til en situation, hvor krigsforbrydelser begået af sovjetiske styrker efterfølgende kunne begrundes. Ved at Sovjetunionen afviste at overholde Haager konventionerne, gav det samtidig Nazityskland en undskyldning for sin umenneskelige behandling af sovjetiske krigsfanger.

## Den Røde Hær og pogromerne
Selv om tidlige sovjetiske militære ledere behandlede antisemitisme med foragt, og der blev gjort meget fra de sovjetiske myndigheder for at begrænse anti-jødisk intolerance, begik nogle enheder i den Røde Hær pogromer under Den Russiske Borgerkrig, og den polsk-sovjetiske krig i 1919-1920, ikke mindst ved Baranovichi. Det er imidlertid kun et beskedent antal pogromer, der tilskrives den Røde Hær, mens hovedparten af pogromerne i denne periode blev begået af nationalistiske og anti-kommunistiske styrker. Pogromerne blev kraftigt fordømt af den Røde Hærs overkommando, og skyldige enheder blev afvæbnet og deltagere i pogromer blev stillet for en krigsret. De som blev fundet skyldige blev henrettet.

## Den Røde Hær og NKVD
Den Røde Hær støttede ofte NKVD, som bl.a. havde til opgave at udøve politisk undertrykkelse. NKVD's hovedopgave bestod i i at beskytte statens sikkerhed, hvilket den gjorde ved storstillet politisk undertrykkelse af klassefjender. Som indre sikkerhedsstyrke og vagter ved Gulag-lejrene spillede de interne troppe en rolle ved såvel den politiske undertrykkelse som ved krigsforbrydelser under krige og konflikter under hele Sovjetunionens historie. Især havde de ansvar for at styre Gulag-lejrene og for at gennemføre massedeportationer og tvangsforflyttelser af adskillige etniske grupper, som sovjetregimet antog var fjendtlige overfor sin politik, og mente kunne finde på at kollaborere med fjenden – f.eks. tjetjenere, krimtatarer og koreanere.
Under 2. verdenskrig blev en række massehenrettelser begået af det sovjetiske NKVD mod fanger i Østeuropa – fortrinsvis Polen, Baltikum, Rumænien, Ukraine og andre dele af Sovjetunionen da den Røde Hær trak sig tilbage under den tyske invasion i 1941 (se Operation Barbarossa). Det samlede antal døde vurderes til omkring 100.000. Der var talrige anklager om krigsforbrydelser udført af sovjetiske styrker, især mod tilfangetagne piloter fra Luftwaffe i begyndelsen af krigen, og herefter med mellemrum i løbet af krigen, som følge af høje civile tab på grund af ukritiske bombardementer fra Luftwaffe . Interne tropper fra NKVD blev indsat ved siden af styrker fra den Røde Hær i kamp, og NKVD blev indsat i bagområder som sikring, herunder som barrieretropper. I områder, som var blev befriet eller besat, gennemførte NKVD massearrestationer, deportationer og henrettelser. Genstanden for disse handlinger var såvel tyske kollaboratører som medlemmer anti-kommunistiske modstandsbevægelser såsom den Ukrainske oprørshær i Ukraine, "Skovbrødre" i Litauen og den polske Armia Krajowa. NKVD henrettede også uden videre mange tilfangetagne polske militærofficerer i 1939–41.
Efter at den tyske invasion af Sovjetunionen var slået tilbage, trængte sovjetiske tropper ind i Tyskland, Rumænien og Ungarn i slutningen af 1944. Soldaterne i den Røde Hær kendte på daværende tidspunkt til de nazistiske krigsforbrydelser, og henrettede som gengældelse ofte tyske soldater som ville eller allerede havde overgivet sig. Der var talrige øjenvidneskildringer af sovjetiske krigsforbrydelser begået af sovjetiske styrker – plyndring og mord på civile samt voldtægt. I både Sovjetunionen og vore dages Rusland omtales disse forbrydelser sjældent i historiebøgerne om "den store patriotiske krig".

## Estland
Estland blev formelt annekteret af Sovjetunionen den 6. august 1940 og omdøbt til Estiske SSR. I 1941 blev ca. 34.000 estere indkaldt til den Røde Hær, hvoraf under 30 % overlevede krigen. Da det stod klart, at den tyske invasion af Estland ville lykkes, blev politiske fanger, som ikke kunne evakueres, henrettet af NKVD, så de ikke kunne tage kontakt til de nazistiske myndigheder. Over 300.000 borgere i Estland, næsten en tredjedel af befolkningen, blev berørt at deportation, arrestation, henrettelse eller andre former for undertrykkelse. Som følge af den sovjetiske magtovertagelse mistede Estland 200.000 borgere, eller 20 % af befolkningen på grund af undertrykkelse, udvandring og krig.
Sovjetunionens politiske undertrykkelse i Estland blev mødt med en væbnet modstand fra såkaldte skovbrødre, fortrinsvis estiske veteraner fra Waffen-SS, det paramilitære Omakaitse og frivillige fra den finske hær, som udkæmpede en guerillakrig, som først blev helt nedkæmpet i slutningen af 1950'erne. Udover de forventelige menneskelige og materielle tab ved kampene i denne konflikt, førte den til deportation af titusinder af mennesker foruden at hundreder af politiske fanger og tusinder af civile mistede livet.

## Letland
I 1939 blev Letland offer for Molotov-Ribbentrop-pagten mellem Sovjetunionen og Nazityskland, der førte til at landet blev annekteret og indlemmet i Sovjetunionen den 5. august 1940. Etableringen af en brutal marionetstat, den Lettiske SSR, førte til masseterror, afskaffelsen af borgerlige rettigheder og ødelæggelse af lettisk kultur. I alt blev over 200.000 ramt af den sovjetiske undertrykkelse i Letland, hvoraf ca. 60 % blev deporteret til det sovjetiske Gulag i Sibirien og Fjernøsten. Det sovjetiske regime tvang over 260.000 letter til at flygte fra landet.

## Litauen
Litauen og de andre Baltiske lande blev ofre for Molotov-Ribbentrop-pagten. Denne aftale blev underskrevet af Sovjetunionen og Nazityskland i august 1939 og førte i første omgang til at Litauen blev invaderet af den Røde Hær den 15. juni 1940, hvorefter landet blev annekteret og indlemmet i Sovjetunionen den 3. august 1940. Den sovjetiske anneksion førte til masseterror, ødelæggelse af de borgerlige rettigheder, det økonomiske system og litauisk kultur. I 1940-41 blev tusinder af litauere arresteret og hundredvis af politiske fanger blev tilfældigt henrettet. Over 17.000 mennesker blev deporteret til Sibirien i juni 1941. Efter det tyske angreb på Sovjetunionen blev det spirende sovjetiske politiske apparat enten ødelagt eller trak sig tilbage østpå. Litauen blev herefter besat af Nazityskland i lidt over tre år. I 1944 blev den sovjetiske besættelse af Litauen genoptaget efter at den tyske hær var blevet fordrevet. Efter 2. verdenskrig og den efterfølgende nedkæmpelse af det litauiske skovbrødre henrettede de sovjetiske myndigheder tusindvis af modstandskæmpere og civile, som var anklaget for at støtte dem. Omkring 300.000 litauere blev deporteret eller idømt ophold i fangelejre af politiske grunde. Det vurderes at Litauen mistede næsten 780.000 borgere som følge af den sovjetiske besættelse, hvoraf omkring 440.000 var krigsflygtninge.
I forbindelse med at Litauen genvandt sin uafhængighed i 1990 dræbte den sovjetiske hær 13 demonstranter i Vilnius.

## Polen

### 1939–41
I september 1939 invaderede den Røde Hær det østlige Polen og besatte det i overensstemmelse med de hemmelige protokoller i Molotov-Ribbentrop-pagten. Senere besatte Sovjetunionen også de Baltiske lande og dele af Rumænien, herunder Bessarabien og det nordlige Bukovina.
Den sovjetiske politik i alle disse områder var hård overfor de folkeslag, som var kommet under dets kontrol med stærke elementer af etnisk udrensning. NKVD indsatsstyrker fulgte efter den Røde Hær for at fjerne "Sovjetfjendtlige elementer" fra de erobrede områder. Den polske historiker Tomasz Strzembosz har bemærket paralleller mellem de nazistiske Einsatzgruppen og disse sovjetiske enheder. Mange forsøgte at undslippe det sovjetiske NKVD. De som det mislykkedes blev taget i forvaring og efterfølgende deporteret til Sibirien hvor de forsvandt i Gulag.
1
Tortur blev anvendt i vidt omfang i forskellige fængsler, især de i mindre byer. Fanger blev skoldet med kogende vand i Bobrka. I Przemyslany fik folk skåret næse, ører og fingre af og øjne stukket ud. I Czortkow fik kvindelige fanger brysterne skåret af, og i Drohobycz blev fanger bundet sammen med ståltråd. Lignende grusomheder forekom i Sambor, Stanislawow, Stryj og Zloczow. Ifølge historikeren Jan T. Gross:

"Vi kan ikke undgå denne konklusion: De sovjetiske statssikkerhedsorganer torterede deres fanger, ikke blot for at hale tilståelser ud af dem, men også for at dræbe dem. Det var ikke således, at NKVD havde sadister i sine rækker, som var gået amok. I stedet var der tale om en bred systematisk indsats."

I løbet af årene 1939-41 blev næsten 1,5 mio. indbyggere i de sovjetisk kontrollerede områder af det tidligere Østpolen deporteret, heraf var 63,1% polakker eller andre nationaliteter og 7,4% var jøder. Kun en lille del af disse deporterede overlevede krigen. Ifølge den amerikanske professor Carroll Quigley blev mindst en tredjedel af de 320.000 polske krigsfanger, som den Røde Hær tog i 1939, myrdet.

### 1944–1945
I Polen sluttede de Tyske krigsforbrydelser i slutningen af 1944, men de blev straks erstattet af sovjetisk undertrykkelse efterhånden som de sovjetiske styrker rykkede frem. Sovjetiske soldater deltog ofte i plynringer, voldtægt og andre forbrydelser mod polakkerne, hvilket fik befolkningen til at frygte og hade det sovjetiske regime.
Soldater i den polske hjemmearmé (Armia Krajowa) blev forfulgt og til tider fængslet og i mange tilfælde henrettet efter skueprocesser. Et eksempel herpå var sagen mod Witold Pilecki, som havde organiseret modstanden i Auschwitz.
Enheder fra den Røde Hær gennemførte operationer mod polske partisaner og civile.- Under Augustów-jagten 1945 blev over 2.000 polakker taget til fange og omkring 600 blev dræbt.
Polske kilder hævder, at der er tilfælde af massevoldtægt i polske byer, som var blevet erobret af den Røde Hær. I Krakow blev det sovjetiske indtog i byen ledsaget af massevoldtægt mod polske kvinder og piger foruden plyndring af privat ejendom udført af sovjetiske soldater. Ifølge disse kilder nåede disse forbrydelser op i et niveau, så selv polske kommunister, som var indsat af Sovjetunionen, forberedte et protestbrev til Josef Stalin, mens der blev holdt messer i kirkerne i forventning om en sovjetisk tilbagetrækning.

## Finland
Fortsættelseskrigen blev udkæmpet mellem Finland og Sovjetunionen i 1941-1944. Under krigen gennemførte sovjetiske partisanenheder angreb ind i finsk område og angreb civile mål, såsom landsbyer. I november 2006 blev fotografier, der viser grusomheder, frigivet af de finske myndigheder. Disse indeholder billeder af dræbte kvinder og børn. 

## Sovjetunionen

### De sovjetiske styrkers tilbagetrækning i 1941
Deporteringer, henrettelser og tortur, gidseltagning og afbrænding af landsbyer fandt sted da den Røde Hær trak sig tilbage fra de fremrykkende aksestyrker i 1941. I de Baltiske lande, Hviderusland, Ukraine og Bessarabien gennemførte NKVD og tilknyttede enheder fra den Røde hær massakrer på fanger og politiske modstandere inden de trak sig tilbage fra de fremrykkende aksestyrker.

### 1943–1945
Efter slaget om Stalingrad, som var et stort vendepunkt i krigen, tilbageerobrede den Røde Hær til stadighed områder på Østfronten. Dette førte til at der blev grebet ind overfor enhver, som blev beskyldt for at have kollaboreret under den tyske besættelse. Mens denne del af historien i f.eks. Frankrig er veldokumenteret, diskuteret og genstand for forskningsmæssig undersøgelse, er det meget lidt, som er kendt eller diskuteret om hvad der hændte i kølvandet på den Røde Hærs fremrykning.

### 1946–1947
Hundredtusinder af ukrainere, russere, kosakker og andre nationaliteter blev fængslet eller henrettet af NKVD efter med tvang at være blevet sendt tilbage til Sovjetunionen af britiske, franske, canadiske og amerikanske tropper. Mange af disse var mænd, som havde kæmpet sammen med aksestyrkerne i et forfængeligt håb om at kunne befri deres lande fra sovjetisk styre, selv om også mange også blev rekrutteret under pres. Nogle af de som til sidst blev sendt tilbage havde ikke tidligere været sovjetiske borgere, herunder mange kvinder og børn. Disse personer blev ofte anset for at være forrædere og "nazi-kollaboratører" af de sovjetiske myndigheder og blev i mange tilfælde skudt straks efter at være blevet overgivet af allierede tropper. Disse hændelser blev rapporteret af britiske officerer, som protesterede mod at skulle deltage. Yderligere oplysninger kan findes i Nikolai Tolstoys Victims of Yalta.

## Tyskland

### 1944–1945
Ifølge historikeren Norman Naimark var artikler i de sovjetiske styrkers aviser og ordrer fra den sovjetiske overkommando i fællesskab ansvarlige for de overgreb, som blev begået af den Røde Hær. Propagandaen hævdede at den Røde Hær var gået ind i Tyskland, som en hævner, der skulle straffe alle tyskere. Den sovjetiske forfatter Ilja Ehrenburg skrev den 31. januar 1945:
| Citat | Tyskerne er blevet straffet i Oppeln, i Königsberg og i Breslau. De er blevet straffet, men ikke nok endnu! Nogle er blevet straffet, men endnu ikke dem alle. | Citat |
|       | |       |

For tyskerne blev den organiserede evakuering af civile fra den fremrykkende Røde Hær forsinket af de nazistiske myndigheder for ikke at demoralisere tropperne, som nu forsvarede deres eget land. Tyske civile var imidlertid fuldt ud klar over, at den Røde Hær angreb nonkombattanter, ud fra beretninger fra familie og venner, som havde gjort tjeneste på Østfronten. Desuden beskrev den nazistiske propaganda i blodige detaljer den Røde Hærs overgreb, såsom Nemmersdorf-massakren, hvilket oprindelig var tænkt som en måde at styrke den civile modstand på, men ofte gav bagslag og udløste panik. Så snart de nazistiske ledere tog af sted begyndte de civile at flygte vestpå på eget initiativ.
Blandt de som flygtede fra den fremrykkende Røde Hær døde mange indbyggere i de tyske provinser Østpreussen, Schlesien og Pommern under flugten. Nogle døde af kulde og sult, og nogle blev dræbt under kampene. En betydelig del af dødsfaldene indtraf når flygtningekolonner blev mødt af enheder fra den Røde Hær. Civile blev kørt over af kampvogne, skudt og dræbt på anden vis. Kvinder og unge piger blev voldtaget og efterladt til at dø (som det beskrives på første hånd i Alexander Solzhenitsyns Preussiske nætter). Desuden trængte jagerfly fra det sovjetiske luftvåben langt ind bag frontlinjerne og angreb ofte kolonner af evakuerede.
Den Røde Hærs vold mod den lokale tyske befolkning under besættelsen af det østlige Tyskland førte ofte til hændelser, som den i Demmin, en lille by som blev besat af sovjetiske tropper i foråret 1945. Trods dens overgivelse begik næsten 900 civile selvmord opildnet af plyndringer, voldtægt og henrettelser.[kilde mangler]
Selv om den Røde Hærs massehenrettelser af civile sjældent blev rapporteret offentligt, er der et kendt tilfælde i Treuenbrietzen, hvor mindst 88 mandlige indbyggere blev fanget og skudt den 1. maj 1945. Hændelsen foregik efter en sejrsfest, hvor talrige piger fra Treuenbrietzen blev voldtaget, og en oberstløjtnant i den Røde Hær blev skudt af en ukendt angriber. Nogle kilder hævder, at op imod 1.000 civile kan være blevet henrettet under hændelsen.
En undersøgelse offentliggjort af den tyske regering i 1989 vurderede dødstallet for tyske civile i Østeuropa til 635.000. Mens 270.000 døde som følge af sovjetiske krigsforbrydelser, blev 160.000 dræbt i hænderne på forskellige andre nationaliteter under fordrivelsen af tyskere efter 2. verdenskrig og 205.000 døde som tvangsarbejdere i Sovjetunionen. I disse tal er ikke medregnet de mindst 125.000 civile, som blev dræbt under Slaget om Berlin.
Efter den Røde Hærs erobring af Berlin i 1945 kom det til et af de største tilfælde af massevoldtægt. I en artikel i The Guardian i 2002 påstår den engelske historiker Antony Beevor [at] "de [den røde hær] voldtog enhver tysk kvinde fra otte til 80". Estimater over antallet af ofre svinger fra titusinder til to millioner.. Efter sommeren i 1945 blev sovjetiske soldater, som blev grebet i voldtægt, i reglen straffet i varierende grad fra arrest til henrettelse. Voldtægterne fortsatte imidlertid indtil vinteren 1947-48, da de sovjetiske besættelsesmyndigheder til sidst gik over til at holde sovjetiske tropper på bevogtede poster og lejre, så de var helt adskilt fra den bofaste befolkning i den sovjetiske besættelseszone.
I The Russians in Germany: A History of the Soviet Zone of Occupation, 1945-1949 skrev Norman Naimark at ikke blot måtte hvert offer bære dette trauma i resten af deres dage, men det udløste også et massivt kollektivt trauma i det tidlige Østtyskland (DDR). Naimark konkluderede, at "Den sociale psykologi blandt kvinder og mænd i den sovjetiske besættelseszone var mærket af voldtægtskriminaliteten fra den første besættelsesdag, forbi grundlæggelsen af DDR i efteråret 1949 og, kan man hævde, frem til nutiden."
Ifølge den russiske historiker Jelena Senjavskaja er emnet "massevoldtægt" af den sovjetiske hær i 1945 en af de mest udbredte myter i Vesten. Myten blev først spredt i Goebbels' propaganda, og derefter spredt videre under den kolde krig af Sovjetunionens tidligere vestlige allierede. Senjavskaja kritiserer brugen af opgørelser af antallet af voldtægtsofre og hævdede, at disse tal blev afledt af en tvivlsom beregningsmetode, der ikke holder. Hun hævder, at de sovjetiske arkivalier ikke beviser Beevors analyse og i stedet vise, at de sovjetiske forbrydelser mod civile ikke var en udbredt forekomst i Europa på det tidspunkt. Ifølge hende: "dem, der fandtes skyldige i disse forbrydelser tegner sig ikke for mere end to procent af det samlede antal soldater, forfattere som Beevor spreder deres anklager mod hele den sovjetiske hær."
Samtidig hævder Jelena Senjavskaja at det vestlige billede er forkert, og at der i de vestlige besættelseszoner var en massevold. Senjavskaja citerede borgmesteren i Boxhagen (bezirk Lichtenberg), der hævdede, at folk foretrækker russisk besættelse frem for britisk og amerikansk.

## Ungarn

### 1944–45
Under belejringen af Budapest i Ungarn blev ca. 40.000 civile dræbt, og et ukendt antal døde af sult og sygdomme. Under belejringen blev ca. 50.000 kvinder og piger voldtaget:348-350 , om end estimater svinger fra 5.000 til 200.000.:129  Ungarske piger blev kidnappet og taget til den Røde Hærs kvarterer, hvor de blev fængslet, gentagne gange voldtaget og til tider myrdet.:70-71  Selv ambassadeansatte fra neutrale lande blev fanget og voldtaget, som dokumenteret da sovjetiske soldater angreb den svenske legation i Tyskland.

### Opstanden i Ungarn (1956)
Ifølge rapporten fra FN's særlige komite om problemerne i Ungarn (1957): 
| Citat | Sovjetiske kampvogne skød vilkårligt ind i enhver bygning hvorfra de troede sig beskudt. | Citat |
|       |                                                                                          |       |

FN-kommissionen modtog talrige rapporter om sovjetisk morter- og artilleribeskydning af beboede kvarterer i Buda bydelen selv om der ikke blev skudt tilbage samt om "tilfældig beskydning mod forsvarsløse forbipasserende".
Ifølge mange kilder skød sovjetiske tropper på folk som stød i kø udenfor butikker. De fleste ofre var efter sigende kvinder og børn. Der blev også rapporteret om mange tilfælde af sovjetisk beskydning af ambulancer og røde kors køretøjer.

## Jugoslavien
Selv om den Røde Hær kun krydsede en meget lille del af Jugoslavien i 1944 afstedkom dens aktiviteter der stor bekymring blandt de kommunistiske jugoslaviske partisaner, som frygtede at voldtægterne og plyndringerne udført af deres sovjetiske allierede ville svække deres stilling i befolkningen. Mindst 121 tilfælde af voldtægt blev senere dokumenteret, 111 af dem involverede også mord. I alt 1.204 tilfælde af plyndring med overfald blev dokumenteret. Stalin reagerede på en jugoslavisk partisanleders klager over den Røde Hærs adfærd med at sige: "Kan han ikke forstå det, når en soldat, som har passeret tusinder af kilometer gennem blod og ild morer sig med en kvinde eller tager en lille ting?"

## Slovakiet
Den slovakiske kommunistleder Vlado Clementis klagede til marskal Ivan Konev over de sovjetiske troppers adfærd i Slovakiet. Konev svarede med et påstå, at det fortrinsvis drejede sig om desertører fra den Røde Hær.

## Manchuriet
En række voldtægter begået af sovjetiske soldater blev dokumenteret. Hvor sovjetiske soldater rykkede frem, flygtede kvinder og piger fra deres byer og landsbyer og lod kun drenge og mænd blive fundet af sovjetiske soldater.

## Ødelæggelse af byer og plyndring
Ved mange lejligheder satte sovjetiske soldater ild til bygninger, landsbyer eller dele af byer, og skød enhver som forsøgte at slukke ilden. F.eks. den 1. maj 1945 hvor sovjetiske soldater sat ild på centrum af Demmin og forhindrede indbyggerne i at slukke branden. Af de historiske byer omkring markedet overlevede kun et kirketårn flammerne. De fleste af den Røde Hærs grusomheder foregik i det som blev anset for fjendtligt område. Soldater i den Røde Hær og medlemmer af NKVD plyndrede ofte tyske transporttog i Polen i 1944 og 1945.
Selv om der ikke forelå en skreven ordre, er der adskillige dokumenter, som beskriver den Røde Hærs adfærd. Et af dem er en rapport fra den schweiziske legation i Budapest, som beskrev den Røde Hærs indtog i byen i 1945. Der står:
| Citat | Under belejringen af Budapest og også i de følgende uger plyndrede russiske tropper byen uhindret. De gik ind i praktisk taget ethvert hjem, fattige som rige. De fjernede alt hvad de ville, især mad, klæder og værdigenstande. Enhver lejlighed, forretning, bank osv. blev plyndret flere gange. Møbler og større kunstgenstande, som ikke kunne fjernes, blev ofte blot ødelagt. I mange tilfælde blev hjemmene efter plyndringen sat i brand, hvilket førte til store samlede tab. Bankbokse blev tømt uden undtagelse - selv britiske og amerikanske pengeskabe - og alt hvad der blev fundet, blev taget. | Citat |
|       | |       |

Walter Kilian, den første borgmester i Charlottenburg bydelen i Berlin efter krigen, som selv var blevet installeret på posten af sovjetmyndighederne, rapporterede om omfattende plyndringer i området udført af soldater fra den Røde Hær:
| Citat | Enkeltpersoner, varehuse, forretninger, lejligheder ... alle blev berøvet alting. | Citat |
|       |                                                                                   |       |

I den sovjetiske besættelseszone rapporterede medlemmer af det kommunistiske Sozialistische Einheitspartei Deutschlands til Stalin af plyndring og voldtægter begået af sovjetiske soldater kunne afstedkomme en negativ reaktion fra den tyske befolkning overfor Sovjetunionen og overfor socialismens fremtid i Østtyskland. Stalin reagerede vredt: "Jeg tolererer ikke, at nogen trækker den Røde Hærs ære gennem mudderet."
Derfor blev alle beviser, såsom rapporter, billeder og andre dokumenter om plyndring, voldtægt, nedbrænding af gårde og landsbyer begået af den Røde Hær, fjernet fra alle arkiver i det senere DDR.

## Behandling af krigsfanger
Sovjetunionen anerkendte ikke Kejserriget Ruslands underskrivelse Haager Landkrigsreglementet (1899 og 1907) for at være bindende for sig frem til 1955. Det gav mulighed for den barbariske behandling af krigsfanger på såvel polsk som sovjetisk side under den polsk-sovjetiske krig mellem 1919-1921. Desuden underskrev Sovjetunionen ikke Genevekonventionen om behandling af krigsfanger fra 1929 før i 1955. Som følge heraf kunne den Røde hær mishandle krigsforbrydere uden at blive udsat for et effektivt pres internationalt. I løbet af 1941 blev tyske flybesætninger, som nødlandede, ofte skudt efter deres tilfangetagelse. Tortur, lemlæstelse og mord blev ofte begået mod tyske flybesætninger. I løbet af vinteren 1941-1942 tog den Røde Hær omkring 10.000 tyske soldater til fange hver måned, men dødsraten blev så høj, at antallet af fanger faldt (eller blev bureaukratisk reduceret). Sovjetiske soldater bekymrede sig sjældent om at tage sårede tyskere til fange og dræbte dem i stedet med skud eller kølleslag. Den Røde Hærs hospitaler ville ikke behandle sårede fanger. Mord på fanger blev ofte tilrettelagt gennem instruktioner, rapporter og udtalelser fra sovjetiske ledere. Tyske fanger blev ikke løsladt efter krigen, og mange blev holdt fanget indtil så sent som 1956 under frygtelige forhold som en del af Gulag.
Sovjetiske kilder angiver et dødstal på 474.967 af de 2.652.672 tyske krigsfanger taget i krigen. Dr. Rüdiger Overmans
mener imidlertid, at det er fuldt ud sandsynligt, om end det ikke kan bevises, at yderligere 1 mio. tyskere, der er opført som savnede, rent faktisk døde i sovjetiske hænder som krigsfanger.

### Treuenbrietzen-massakren
Treuenbrietzen-massakren foregik i de sidste dage af april og de første dage af maj 1945, efter et hårdt slag for den Røde Hær tog og mistede kontrollen over landsbyen flere gange. Den Røde hær indfangede 1.000 fortrinsvis mandlige civile og henrettede dem i en nærliggende skov. Disse henrettelser blev gennemført som gengæld for at en højtstående sovjetisk officer var død under kampen om kontrol over landsbyen.

## Diskussion blandt historikere
I årtier har vestlige forskere i almindelighed forklaret disse overgreb i Tyskland og Ungarn som hævn for tyske grusomheder i Sovjetunionen og for masseudryddelsen af sovjetiske krigsfanger (3,6 af 5,2 mio. sovjetiske krigsfanger døde). Denne forklaring anfægtes imidlertid af militære skribenter som Antony Beevor, i det mindste med hensyn til massevoldtægterne. Beevor hævder, at den Røde Hær også voldtog russiske og polske kvinder, som blev befriet fra koncentrationslejre og hævder, at dette underminerer forklaringen om hævn. Beevors påstande er blevet udsat for kraftig kritik fra russiske historikere og den russiske regering. Den russiske ambassadør i Storbritannien sagde: "Det er en skændsel at have noget at gøre med dette klare eksempel på bagtalelse mod det folk, som reddede verden fra nazismen."
O.A. Rzheshevsky, en professor og præsident for den russiske forening af 2. verdenskrigs historikere, har beskyldt Beevor for blot at genoplive de afviste og racistiske synspunkter fra neonazistiske historikere, som fremstillede sovjetiske tropper som undermenneskelige "asiatiske horder." Andre fremtrædende historikere, såsom Richard Overy har kritiseret den russiske forargelse over bogen og forsvaret Beevor. Overy beskyldte russerne for at afvise at medgå tyske krigsforbrydelser. "Dette skyldes til dels, at de følte at meget af den var begrundet hævn mod en fjende, som havde begået det der var meget værre, og dels fordi de skrev sejrherrernes historie".
Polske kilder hævder, at der er tilfælde af massevoldtægt i polske byer, som blev "befriet" af den Røde Hær. I Kraków førte det sovjetiske indtog til massevoldtægt på polske kvinder og piger, såvel som sovjetiske soldaters plyndring af privat ejendom. Ifølge dem nåede denne adfærd et sådant omfang, at selv polske kommunister installeret af de sovjetiske myndigheder skrev et protestbrev til Josef Stalin, mens der blev afholdt messer i kirkerne i forventning om en sovjetisk tilbagetrækning.

## Film
Filmen "Anonyma – Eine Frau in Berlin" om voldtægt i Berlin var baseret på "Eine Frau in Berlin", en dagbog af Marta Hillers.

## Eksterne kilder
- The forgotten victims of WWII Arkiveret 10. august 2007 hos  Wayback Machine: Masculinities and rape in Berlin, 1945, James W. Messerschmidt, University of Southern Maine
- Book Review Arkiveret 24. december 2007 hos  Wayback Machine: A Woman in Berlin: Eight Weeks in the Conquered City, ISBN 0-8050-7540-2
- Laws of War: Laws and Customs of War on Land (Hague IV); October 18, 1907 Arkiveret 25. maj 2015 hos  Wayback Machine
- Swiss legation report of the Russian invasion of Hungary in the spring of 1945
- German rape victims find a voice at last, Kate Connolly, The Observer, 23. juni 2002
- "They raped every German female from eight to 80", Anthony Beevor, The Guardian, 1. maj 2002
- Remembering Rape: Divided Social Memory and the Red Army in Hungary 1944–1945, James Mark, Past & Present (2005) (Forbrydelserne under slaget om Budapest)
- Excerpt, Chapter one Arkiveret 13. marts 2007 hos  Wayback Machine The Struggle for Europe: The Turbulent History of a Divided Continent 1945-2002 – William I. Hitchcock – 2003 – ISBN 0-385-49798-9 (Besættelsen af Østpreussen)
- Beskrivelse af den Røde Hærs grusomheder i Østpreussen, citater fra Ilja Ehrenburg, digte af officerer i den Røde Hær, som var modstandere af grusomhed og detaljer om selvmord og voldtægt mod tyske kvinder og børn i Østpreussen.
- Book Review: The Siege of Budapest: 100 Days in World War II
- HNet anmeldelse af: The Russians in Germany: A History of the Soviet Zone of Occupation, 1945-1949.
- Mark Ealey: Da 2. verdenskrig gik ind i sidste akt begik de krigsførende magter den ene frygtelige dåd efter den anden History News Network (Fokus på fronten i Asien)
- 27 Jan 2002 on-line artikel vedrørende forfatteren Anthony Beevors henvisning til sovjetiske voldtægter i Tyskland